# Krzyż Symona Petlury
Krzyż Symona Petlury (ukr. Хрест Симона Петлюри) lub Order Symona Petlury (ukr. Орден Симона Петлюри) – odznaczenie wojskowe Armii Czynnej Ukraińskiej Republiki Ludowej, później najwyższe odznaczenie państwowe Rządu URL na uchodźstwie. Pierwotnie pamiątkowa odznaka z 1926 r. W 1974 roku odznaczeniu nadano status orderu.
Pierwsze wręczenie Krzyży Symona Petlury odbyło się 10 maja 1936 roku w Warszawie, ostatnie 10 kwietnia 1977 roku w USA. Prawo do otrzymania odznaczenia mieli uczestnicy walk o niepodległości Ukrainy w latach 1917–1921. Autorem projektu odznaki był płk Mykoła Bytynski. W sumie znanych jest 3515 odznaczeń Krzyżem Symona Petlury. Order można było otrzymać za życia lub pośmiertnie.

## Historia

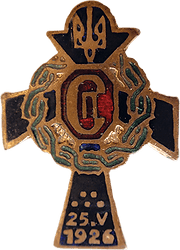
Odznaka napierśna upamiętniająca śmierć Symona Petlury z 1926 roku

W 1926 roku, po morderstwie Symona Petlury, stanowisko Naczelnego Atamana objął premier Andrij Liwycki, który zaproponował stworzenie pamiątkowego sygnetu poświęconego Petlurze. Produkcją i przyznawaniem nagród miało zająć się Towarzystwo im. Symona Petlury. Projekt ustawy o sygnecie był rozpatrywany przez Radę Ministrów Ukraińskiej Republiki Ludowej, ale ostatecznie takie upamiętnienie nigdy nie powstało. W jego miejsce wyprodukowano miniaturową odznakę napierśną upamiętniającą śmierć Symona Petlury z datą „25.V.1926”, która przypominała niezrealizowany projekt Orderu Wyzwolenia z tą różnicą, że tryzub ze środka został przesunięty do górnej belki krzyża. W środku znalazły się inicjały patrona orderu: „С. П.” („S. P.”).
W maju 1932 roku rząd Ukraińskiej Republiki Ludowej na czele z Andrijem Liwickim powrócił do idei upamiętnienia Symona Petlury. 22 maja tr. zatwierdzono odznaczenie o nazwie „Krzyż Symona Petlury” przeznaczone dla uczestników walk o niepodległość Ukrainy (nazywanych „ukraińską rewolucją”) w latach 1917–1921. Ustanawiając order, kierownictwo wygnanej Ukraińskiej Republiki Ludowej próbowało udowodnić, że jest realną siłą polityczną i ma szanse na powrót do kraju. Jednak w 1932 roku zabrakło środków i możliwości organizacyjnych do realizacji projektu nowego odznaczenia. 25 marca 1936 roku wydano zarządzenie o stworzeniu Głównej i miejscowych kapituł odznaczenia, a także zatwierdzono tryb jego przyznawania. Na początku 1936 roku specjalista od falerystyki i heraldyki płk Mykoła Bytynski otrzymał zlecenie wykonania szkicu Krzyża Symona Petlury.
W celu otrzymania orderu należało wypełnić kwestionariusz, w którym wymieniano nazwisko, imię, patronimikum, miejsce urodzenia, datę wstąpienia do wojska, nazwę jednostki, instytucji lub oddziału powstańczego, wykaz bitew i operacji z datami, nazwiska dowódców, ostatnią jednostkę przed zwolnieniem ze służby, nazwiska co najmniej dwóch przełożonych lub towarzyszy broni mogących potwierdzić, że kandydat do odznaczenia nie był skazany przez sąd wojskowy, wykonywany zawód lub miejsce pracy oraz adres zamieszkania. Kapituła Główna poinformowała również, że księża, lekarze, urzędnicy państwowi, pielęgniarki szpitali wojskowych Armii Czynnej Ukraińskiej Republiki Ludowej oraz Ministerstwa Spraw Wojskowych Ukraińskiej Republiki Ludowej także mogą otrzymać Krzyż Symona Petlury.
Po zakończeniu II wojny światowej, w 1947 roku członek Prezydium Kapituły Głównej orderu, płk Mykoła Steczyszyn, zaproponował zmianę statutu Krzyża Symona Petlury. Odznaczenie miało zostać podzielone na trzy stopnie, analogicznie do planów stworzenia Orderu Wyzwolenia wyrażonych przez Symona Petlurę. Stopień pierwszy i drugi miał być nadawany wyłącznie za zasługi bojowe, stopień trzeci mógłby być nadawany za działalność publiczną. I stopień należałoby nosić na szerokiej wstędze na ramieniu, II stopień na szyi, a III stopień na gładkiej wstędze na piersi. Projekt Mykoły Steczyszyna został odrzucony.
Pod koniec lat 60. żyjących posiadaczy krzyża pozostało zaledwie kilku, toteż rząd Ukraińskiej Republiki Ludowej na uchodźstwie pod przewodnictwem Mykoły Liwyckiego podniósł kwestię zmiany jego statusu na order o znaczeniu narodowym, który można by nadawać wszystkim osobom i organizacjom, które wyróżniły się swoją działalnością dla narodu ukraińskiego w walce wyzwoleńczej, nie tylko wojskowym.
W 1968 roku projekt zmian statusu orderu został częściowo zrealizowany poprzez jego przyznanie zespołowi bandurystycznemu i tanecznemu, co doprowadziło do protestu weteranów walk o niepodległość Ukrainy. Jednocześnie z sympatią przyjęto odznaczenie przywódców litewskiej emigracji politycznej. Po skardze weteranów ustała praktyka nagradzania tym odznaczeniem cywilów. W tych samych latach toczyła się dyskusja na temat prawa dzieci i wnuków nagrodzonego Krzyżem Symona Petlury do noszenia orderu swojego przodka. 25 lipca 1974 roku rząd Ukraińskiej Republiki Ludowej na uchodźstwie podjął decyzję o przemianowaniu Krzyża Symona Petlury na order.

## Produkcja i ilość
Pierwszą partię odznaczeń, liczącą około 500 egzemplarzy, zamówiono w warszawskiej fabryce J. Kweksilbera w 1936 roku. Przyjmuje się, że przed II wojną światową powstały jeszcze dwie kolejne partie. W 1948 roku zaczęto wydawać duplikaty weteranom Armii Czynnej Ukraińskiej Republiki Ludowej, którzy utracili świadectwa nadania i oryginalne odznaczenia.
W 1953 roku Mykoła Steczyszyn negocjował piątą partię w fabryce w Niemczech Zachodnich, która produkowała odznaczenia dla rządu niemieckiego i Bundeswehry. Wykonano około 50 krzyży z niewielką liczbą miniatur do niego. We wrześniu 1970 roku zarządzono szóstą partię odznaczeń. Po nadaniu Krzyżowi Symona Petlury statusu orderu w 1974 roku wyprodukowano nowe świadectwa nadania.

## Wręczanie odznaczeń

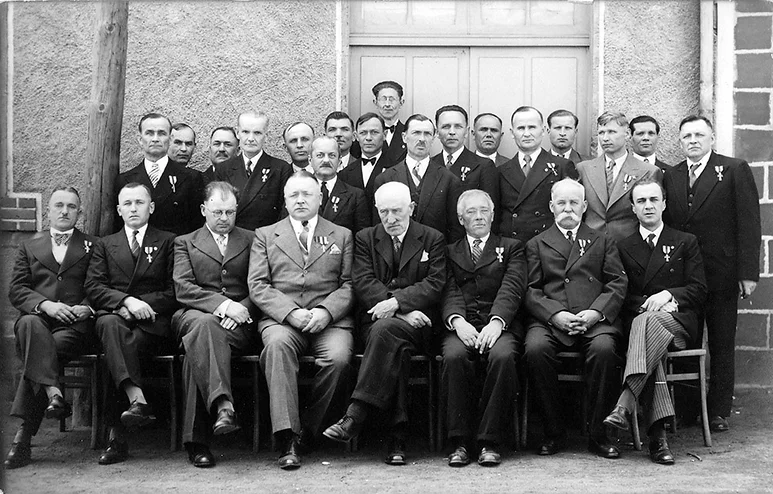
Członkowie Stowarzyszenia Byłych Żołnierzy Armii URL w Vézin-Chalet (Francja) po odznaczeniu Krzyżem Symona Petlury, 1937

10 maja 1936 roku w Warszawie na pierwszym posiedzeniu plenarnym Głównej Kapituły Krzyża Symona Petlury pod przewodnictwem gen. Wołodymyra Salskiego, Krzyżem został odznaczony pośmiertnie sam Symon Petlura. Generał Ołeksandr Udowyczenko miał położyć krzyż z numerem 1 na jego grobie, ale nie spełnił tej prośby, wręczając odznaczenie Ukraińskiej Bibliotece im. Symona Petlury w Paryżu. Krzyże odebrali także wszyscy członkowie Kapituły Głównej: Andrij Liwycki, gen. Wołodymyr Salski, a także przedstawiciele szefa ministra wojny: generał-pułkownik Ołeksandr Udowyczenko, ppłk Hnat Porohowski i ppłk Wasyl Fyłonowycz. Ponadto odznaczeni zostali generałowie: Wołodymyr Hałkin, Serhij Delwig, Wołodymyr Sinkler, Wsewołod Petriw, Serhij Kulżyński, Ołeksandr Koźma, Jewhen Bilecki, Jakiw Szepel, Mykoła Jaszniczenko, Wołodymyr Sawczenko-Bilski, Josyp Bilewycz, Mychajło Peresada-Suchodolski i Wołodymyr Sikewycz. Pośmiertnie odznaczono 12 generałów: Mykoła Junakiw, Fedir Kołodij, Mykoła Kowal-Miedźwiecki, Serhij Diadiusza, Pawło Kudriawcew, Ołeksandr Czechowycz, Ołeksandr Pylkewycz, Naum Nykoniw, Jewhen Mieszkowski, Jewhen Moszynski, Wołodymyr Olszewski i Witalij Hudyma. W sumie odznaczono 136 osób za życia i 12 pośmiertnie.

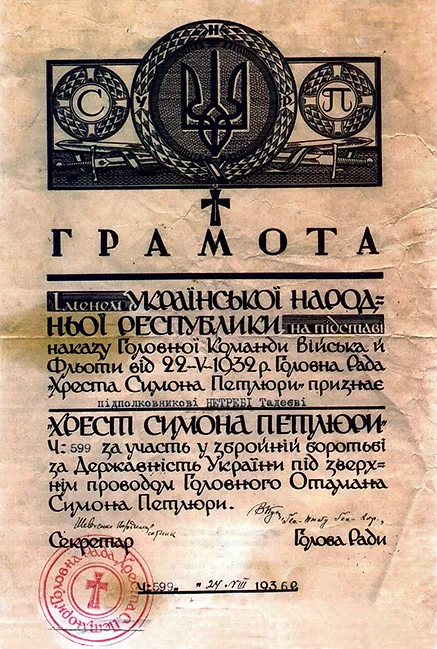
Świadectwo nadania Krzyża Symona Petlury podpułkownikowi Tadejowi Netrebie, 1936

Na drugim spotkaniu wyróżniono kolejne 143 osoby. Do końca 1936 roku prawo do noszenia odznaczenia przysługiwało tysiącom osób, ale nie wszystkie krzyże zostały wykonane i wręczone. Ponadto nie wszystkim odznaczonym udało się wystawić świadectwa otrzymania krzyża, mimo że przysługiwały one każdemu wyróżnionemu. Omyłkowo przyznawano też krzyże osobom o wątpliwej biografii, w tym agentom sowieckich służb specjalnych, kolekcjonerom orderów itp. Większość wątpliwych dekoracji rozpoznano w latach 50. i 60.
W 1937 roku odznaczono około 900 osób. Na początku 1939 roku pośmiertnie przyznano krzyże zbiorowo 359 żołnierzom rozstrzelanym przez bolszewików po bitwie o Bazar. W latach 1939–1941 Krzyż Symona Petlury otrzymało około 600 osób, w tym znaczna liczba żołnierzy Ukraińskiej Armii Halickiej.
Po ataku Niemiec na ZSRR odznaczenie otrzymywali także obywatele sowieccy, którzy przeżyli represje, a wcześniej brali udział w walkach po stronie Ukraińskiej Republiki Ludowej w latach 1917–1921. Krzyżem odznaczono także siedmiu oficerów Wehrmachtu. Latem 1945 roku, podczas zbierania informacji o weteranach, którzy przeżyli obozy internowania, okazało się, że większość z nich utraciła świadectwa nadania i same odznaczenia. Tylko nieliczni zdołali zachować krzyże.
W latach 50. nie przyznawano Krzyża Symona Petlury. Jednak już w latach 60. i 70. odznaczono nim ponad 200 osób. Po przemianowaniu Krzyża Symona Petlury na order, odznaczeni mogli wymieniać stare świadectwa nadania na nowe. Historia wydawania nowych certyfikatów zakończyła się na początku lat 90. Mykoła Łyczyk, ostatni żyjący rycerz orderu i ostatni przedstawiciel Kapituły Głównej Krzyża Symona Petlury zmarł 20 marca 1999 roku. W sumie znanych jest 3515 odznaczeń Krzyżem Symona Petlury.
Centralne Archiwum Państwowe Naczelnych Organów Władzy Państwowej i Administracyjnej na Ukrainie od początku swojego istnienia prowadzi rejestr wszystkich osób odznaczonych Krzyżem Symona Petlury.

## Opis odznaczenia
Autor projektu Orderu Symona Petlury, płk Mykoła Bytynski, wziął za podstawę projekt Orderu Wyzwolenia, zdejmując z niego koronę cierniową. Za starego projektu pozostał kształt czarnego krzyża kozackiego, z tryzubem na górnej belce i skierowanym ku górze mieczem.

### Rodzaje odznaki orderu

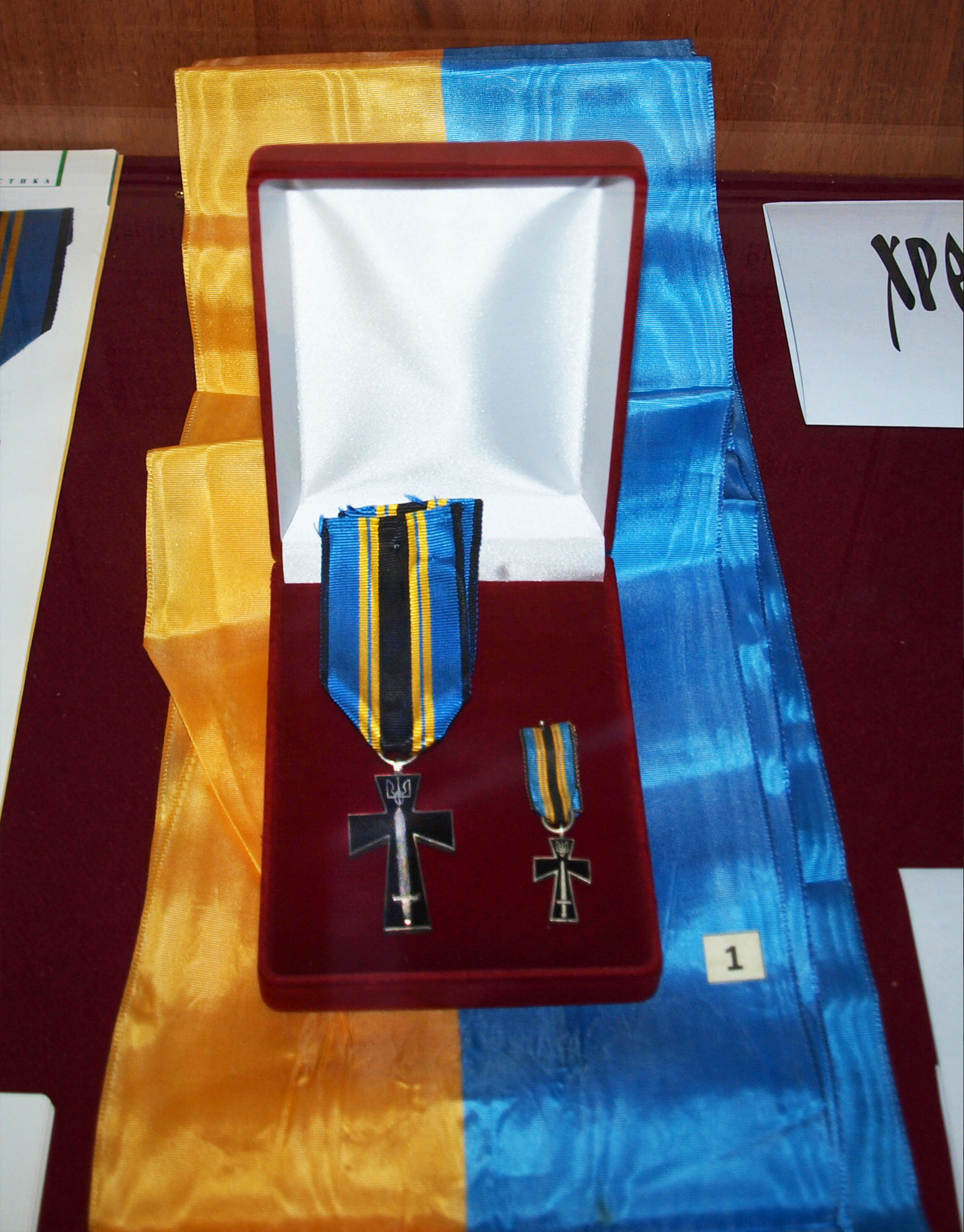
Krzyż Symona Petlury z miniaturą. Ze zbiorów Muzeum URL w Kijowie

Istniało siedem typów odznaki Krzyża Symona Petlury. Osobnym rodzajem są miniatury orderu, które różniły się od dużego krzyża głównie rozmiarem.
- Pierwszy typ. Wykonany w Warszawie, w warsztacie J. Kweksilbera, ze srebra lub posrebrzanego brązu. Rozmiar 41 x 25 mm, grubość 2 mm. Miecz zamocowany jest na dwóch kołkach. Ucho, wykonane z pasków metalu zagiętych w pierścień, usytuowane jest prostopadle do płaszczyzny krzyża. Na odwrocie sygnatura producenta z nazwiskiem właściciela. W górnym końcu numer seryjny orderu wybity puncą[16].

- Drugi typ. Rozmiar i grubość takie same jak w pierwszym typie. Na odwrocie brak oznaczenia producenta. Wykonany z żółtego metalu i posrebrzany. Numer odznaczenia nabijano puncą[16].

- Trzeci typ. Rozmiar 41 x 25 mm, grubość 2,7 mm. Wykonany z posrebrzanego brązu. Numer grawerowany[19].

- Czwarty typ. Rozmiar 41 x 25 mm, grubość 1 mm. Wykonany z brązu lub srebra, pokryty czarną emalią. Oczko do mocowania wstążki wzdłuż płaszczyzny krzyża[20].

- Piąty typ. Rozmiar 41 x 25 mm. Wykonany w niemieckiej fabryce jubilerskiej z posrebrzanego brązu. Oczko do mocowania wstążki położone prostopadle do płaszczyzny krzyża, składa się z dwóch skręconych ze sobą zwojów drutu. Plecionka na rękojeści miecza tylko w tej wersji jest pochylona w prawo. Na rewersie brak numeracji[20].

- Szósty typ. Rozmiar 43 x 27 mm, grubość 3,2 mm. Wytłoczony z białego metalu. Oczko do mocowania wstążki to skręcony drut. Numery wybite od dołu na rewersie orderu[20].

- Siódmy typ. Rozmiar 43 x 27 mm, grubość 1,9 mm. Miecz wykonywany oddzielnie i lutowany do całości. Materiał to biały metal. Oczko druciane do mocowania odlewane razem z krzyżem. Numery wybite od dołu na rewersie orderu[20].

### Wstążka orderowa

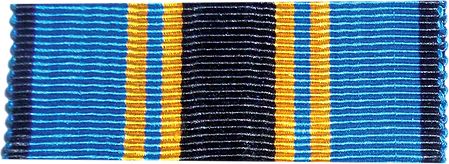
Wstążka pierwszego typu

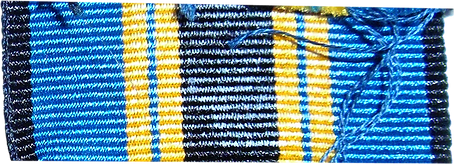
Wstążka drugiego typu

Wstążka Krzyża Symona Petlury jest niebieska, z wąskimi czarnymi paskami na brzegach i jednym szerokim czarnym paskiem pośrodku. Po obu jego stronach znajdują się dwa żółte paski. Znane są dwa rodzaje wstążek, które różnią się grubością wąskiego niebieskiego paska umieszczonego pomiędzy dwoma żółtymi. Szerokość wstążki pierwszego typu dla dużego krzyża to 37 mm, dla miniatury 13 mm. Szerokość wstążki drugiego typu dla dużego krzyża to 35 mm, a dla miniaturowego również 13 mm.